# فنسنت الكسندر
فنسنت الكسندر (بالإنجليزية: Vincent Alexander)‏ هو لاعب كرة قدم أمريكية أمريكي، ولد في 11 مارس 1964 في مقاطعة سانت تاماني في الولايات المتحدة.